# 布赖地区屈日
布赖地区屈日（法語：Cuigy-en-Bray，法語發音：[kɥiʒi ɑ̃ bʁɛ]）是法国瓦兹省的一个市镇，属于博韦区。

## 地理
布赖地区屈日（49°25'34"N, 1°49'34"E）面积9.81 平方千米，位于法国上法蘭西大區瓦兹省，该省份为法国北部内陆省份，北起索姆省，西接厄尔省和滨海塞纳省，南至塞纳-马恩省和瓦兹河谷省，东临埃纳省。
与布赖地区屈日接壤的市镇（或旧市镇、城区）包括：布拉库尔、勒库德赖圣热尔梅、埃斯波堡、圣热尔梅德弗利、瑟南特。

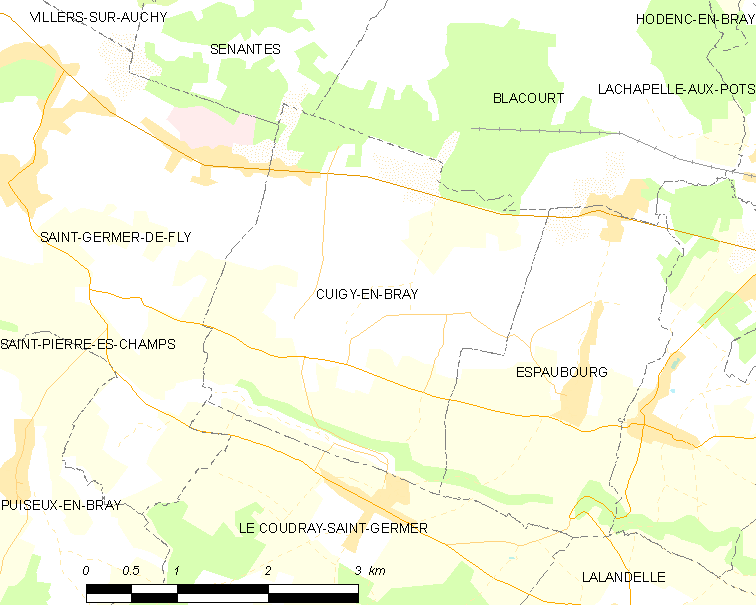
布赖地区屈日的OSM定位图

布赖地区屈日的时区为UTC+01:00、UTC+02:00（夏令时）。

## 行政
布赖地区屈日的邮政编码为60850，INSEE市镇编码为60187。

## 政治
布赖地区屈日所属的省级选区为格朗维利耶县。

## 人口

1962-2008年间布赖地区屈日人口变化图示

布赖地区屈日于2022年1月1日时的人口数量为966人。